# TV Cidade (Fortaleza)
TV Cidade é uma emissora de televisão brasileira sediada em Fortaleza, capital do estado do Ceará. Opera no canal 8 (32 UHF digital) e é afiliada à Record. Pertencente ao Grupo Cidade de Comunicação, foi inaugurada em 1978, com o nome de TV Uirapuru, derivado da rádio homônima, de propriedade do empresário José Pessoa de Araújo, que fundou a emissora juntamente com seu sogro Patriolino Ribeiro.

## História

### TV Uirapuru (1978-1981)
A futura TV Uirapuru teve a construção de sua sede iniciada às 17h de 25 de novembro de 1974, quando foi lançada a pedra fundamental do Edifício Raimundo Pessoa de Queiroz, localizado na Avenida Desembargador Moreira, no bairro da Estância (atual Dionísio Torres), onde também eram localizadas as demais emissoras de televisão de Fortaleza. A nova emissora era de propriedade do empresário José Pessoa de Araújo, dono da Rádio Uirapuru. O prédio ficou pronto em 31 de março de 1976.
Quando ainda morava em Massapê, José Pessoa mantinha uma forte amizade com o comerciante Patriolino Ribeiro, que sempre lhe ajudava quando passava por dificuldades, que resultavam em acúmulo de dívidas. Por conta disso, Patriolino virou sócio na TV Uirapuru, que também colocou na administração da empresa os filhos Miguel Dias de Souza e Patriolino Neto. A emissora foi lançada oficialmente em 30 de agosto de 1978, como afiliada da Rede Bandeirantes. A solenidade de inauguração contou com a presença do então governador do Ceará, Valdemar Alcântara, além de uma missa de ação de graças realizada pelo bispo auxiliar de Fortaleza, Dom Raimundo de Castro e Silva.
Havendo impasse entre a sociedade de José Pessoa, que também incluiu seus familiares, e Patriolino Ribeiro, as ações foram repassadas em 1981, devido ao fato de que o Ministério das Comunicações só permitir mudança de sociedade após dois anos de funcionamento da emissora. O empresário Sérgio Filomeno apareceu como comprador da parte de José Pessoa, que se recusou a receber o valor, indo parar na justiça. Após a compra, Filomeno repassou as ações para Patriolino Ribeiro, que renomeou a emissora de TV Cidade, em junho de 1981.

### TV Cidade (desde 1981)
Sucessora da TV Uirapuru, a TV Cidade surgiu em junho de 1981, sob administração de Patriolino Ribeiro e do filho Miguel Dias de Souza. A emissora era afiliada à Rede Bandeirantes e, durante todo o dia transmitia a programação da emissora paulista, que tinha como destaque os programas esportivos, o telejornalismo e o Programa do Bolinha, um dos líderes de audiência na época.
A maior audiência era de Irapuan Lima, sucesso da Rádio Iracema, que havia passado pela TV Ceará, além de uma curta temporada na TV Verdes Mares. Estreando nas tardes de sábado da TV Cidade em 1982, Irapuan Lima começava o seu programa de auditório das 12h às 16h. Ao invés do abacaxi que se tornou marca registrada do concorrente nacional Chacrinha, Irapuan Lima oferecia frango aos candidatos reprovados pelos jurados no palco. No mesmo estilo do Chacrinha, Irapuan contava com suas dançarinas, as "Irapuetes".
Em 1982, a TV Cidade passava a transmitir também a programação do SBT. De segunda a sábado, era exibida a programação da TV Bandeirantes, mas aos domingos a emissora cedia espaço ao Programa Silvio Santos, que liderava a audiência em todo o país.
No mesmo ano, com o sucesso do Programa Irapuan Lima, a emissora lançou um outro programa de entretenimento, mas com características diferentes, o Programa Armando Vasconcelos, com entrevistas e o quadro "Garota da Capa". Também nesse ano, estreou o policial Programa Mão Branca, apresentado pelo jornalista Francisco Taylor, que recebeu este nome por fazer as entrevistas usando uma luva branca, se tornando um marco na televisão cearense.
Em 7 de janeiro de 1987, dia da assinatura do novo contrato de afiliação da TV Cidade, o departamento de Máster da empresa em Fortaleza, o presidente Miguel Dias de Souza acompanhou pessoalmente, ao lado do jornalista Armando Vasconcelos, a troca de sinal. Saía a Rede Bandeirantes e entrava o SBT.
Em 1991, o Programa Mão Branca é substituído pela versão local do programa policial Aqui Agora, que era nacionalmente exibido pelo SBT. Depois do sucesso das duas primeiras experiências na editoria policial, a TV Cidade voltou a fazer grandes investimentos para viabilizar um novo projeto Cidade Livre, programa que abordava das notícias policiais com denúncias de problemas na cidade ao humor. Os telespectadores podiam se deslocar até o estúdio e conversar ao vivo com o apresentador.
Em 1997, a emissora expandiu sua área de planejamento em marketing, reequipou seu parque tecnológico e pôs em prática um novo plano de jornalismo, apostando em uma programação diversificada para atingir públicos de diferentes segmentos.
Em 1998, surgem informações publicadas em jornais da época de que a TV Cidade trocaria o SBT pela então desconhecida Rede Record. A informação, que inicialmente não foi desmentida, só foi confirmada pelo presidente do Grupo Cidade, Miguel Dias, que surpreendeu o setor televisivo local, já que o SBT era vice-líder no país.
Na madrugada de 5 de outubro, numa segunda-feira, a emissora deixou a antiga rede ao sair do ar, retornando com programas locais no início da manhã. A emissora iniciou a nova afiliação às 8 horas, com o telejornal Fala Brasil. Ao trocar o SBT pela Record, a emissora cearense provocou reações negativas, tanto pelos telespectadores, quanto pelo setor televisivo, pois ninguém acreditava que a mudança de rede era positiva. O SBT, por sua vez, passou a ser retransmitido, por pouco tempo, pelo canal 54, até se afiliar com a TV Jangadeiro, em 1999.
No entanto, para atender à nova afiliação, a TV Cidade reduziu drasticamente a programação local, restringindo-se apenas ao Jornal da Cidade, além da exibição dos cultos da Igreja Universal do Reino de Deus, que, aos poucos, começam a ocupar as madrugadas da emissora.
Em 2000, segundo a revista Tela Viva, a área de cobertura da emissora era restrita a 42 municípios, com uma população total de 3,6 milhões de habitantes e cerca de 500 mil domicílios com TV, enquanto o restante do estado recebe apenas a programação da rede em via satélite.
Em 2006, a TV Cidade inaugura seu newsroom, inspirado no padrão da rede. Com uma área total de 350,40m², sendo a área do primeiro pavimento de 314,40m² e mais dois mezaninos de 18m² cada, o estúdio homologou um recorde no RankBrasil, em 2008, como o maior estúdio newsroom fora da cabeça de rede do Brasil. Em 2008, a TV Cidade expandiu suas transmissões para o interior do Ceará, passando a ser transmitida em até 92% do estado. Em outubro de 2010, a TV Cidade estreou o portal Cnews, hospedado no portal R7.
Em 22 de fevereiro de 2018, a emissora recebe 17 novos equipamentos para transmissão, com 15 kWs de potência, podendo cobrir várias cidades do interior do Ceará. Em 7 de maio, com o anúncio das novidades nos veículos do Grupo Cidade, a emissora lança, durante o Jornal da Cidade, sua nova logomarca, que recebeu tons brancos, seguindo o padrão da rede.
Em 13 de março de 2024, a TV Cidade passou a transmitir o sinal dela por satélite.